# Pop mašina
A Pop mašina egy szerb rockzenekar, amely 1972-ben alakult Belgrádban és 1977-ben oszlott fel.

## Tagok
- Robert Nemeček (basszus, vokál, 1972-76)
- Zoran Božinović (gitár, vokál)
- Raša Đelmaš (dob, 1972)
- Sava Bojić (gitár, vokál, 1972)
- Mihajlo Bata Popović (dob, 1972-76)
- Oliver Mandić (billentyűsok, 1975)
- Dušan Petrović Duda (basszus, 1976-77)
- Dušan Đukić Đuka (dob, 1976-77)
- Vidoje Božinović Džindžer (gitár, 1976-77)

## Lemezeik

### Nagylemezek
- Kiselina (1973)
- Na izvoru svetlosti (1975)
- Put ka suncu (1976)

### Kislemezek
- Put ka suncu / Sjaj u očima (1972)
- Promenićemo svet / Svemirska priča (1973)
- Zemlja svetlosti / Dugo lutanje kroz noć (1974)
- Sećanja / Rekvijem za prijatelja (1975)
- Moja pesma / Uspomena (1977)